# Išim (město)
Išim (rusky Ишим) je město v Ťumenské oblasti v Ruské federaci. Leží v oblasti západní Sibiře na řece Išimu a na 2431. kilometru Transsibiřské magistrály. Od oblastního hlavního města Ťumeně je vzdáleno zhruba 300 kilometrů na jihovýchod. V roce 2010 v něm žilo zhruba 65 tisíc obyvatel.
Išim byl založen v druhé polovině 17. století jako Korkina sloboda (Коркина слобода). Povýšení na město a nového jména se mu dostalo za Kateřiny Veliké.
Jednou z dominant města je chrám zjevení Páně, postavený roku 1793 ve stylu sibiřského baroka.
Končí zde evropská silnice E22.